# Konstantin Jurjewitsch Dolgow
Konstantin Jurjewitsch Dolgow (russisch Константин Юрьевич Долгов; * 4. Juli 1966 in der Sowjetunion) ist ein russischer Handballtrainer und ehemaliger Handballspieler.

## Karriere
Konstantin Dolgow spielte in seiner Heimat für Dinamo Tscheljabinsk. Mit der Auswahl der russischen SFSR gewann er die Handball-Studentenweltmeisterschaft 1990. Ab 1990 lief der 2,07 m große Rückraumspieler für den portugiesischen Verein Associação Académica de Coimbra auf. 1993 wechselte er zum Meister ABC Braga, mit dem er die Finalspiele der EHF Champions League 1993/94 erreichte, die mit 22:22 und 21:23 gegen den spanischen Vertreter TEKA Santander verloren gingen. Nach dieser Saison wechselte er zum Verein Francisco de Holanda. In der Spielzeit 1996/97 stand er wieder in Braga unter Vertrag und gewann die Meisterschaft, den Pokal und den Supercup. Anschließend spielte er noch je zwei Jahre bei Boavista Porto und bei Vitória FC.
In der Saison 2002/03 arbeitete Dolgow als Assistenztrainer bei Vitória, bevor er im Anschluss den SC Horta als Cheftrainer übernahm. Im EHF Challenge Cup 2005/06 unterlag seine Mannschaft in den Finalspielen Steaua Bukarest nach einem 26:21 im Hinspiel noch mit 27:34 im Rückspiel. Ab 2007 war er Trainer von Vitória. 2018/19 betreute er den ADC Benavente. Von 2019 bis 2021 leitete er die Nachwuchsakademie in Setúbal. Seit 2021 arbeitet er für den Clube Naval Setubalense.